# Robert Milsom
Robert Steven Milsom (Redhill, 1987. január 2. –) angol labdarúgó, aki jelenleg a Notts Countyban játszik középpályásként.

## Pályafutása

### Fulham
Milsom a Fulham ifiakadémiáján kezdett futballozni, majd felkerült a tartalékcsapathoz. A 2005/06-os szezonban már állandó tagja volt a tartalékoknak, többször csapatkapitányként lépett pályára. 2009. február 18-án, egy Manchester United ellen 3-0-ra elvesztett meccsen debütált a Premier League-ben.
Mivel nem tudta beverekedni magát a Fulham első csapatába, 2008-ban kölcsönben a negyedosztályú Brentfordhoz igazolt, hogy tapasztalatot gyűjtsön. Miután visszatért a Fulhamhez, kezdőként lépett pályára a Burnley ellen a Ligakupában. Nem sokkal később kölcsönvette a Southend United.

## Külső hivatkozások
- Robert Milsom pályafutásának statisztikái a Soccerbase oldalon (angolul)

## Fordítás
- Ez a szócikk részben vagy egészben  a   Robert Milsom című angol Wikipédia-szócikk fordításán alapul.  Az eredeti cikk szerkesztőit annak laptörténete sorolja fel. Ez a jelzés csupán a megfogalmazás eredetét és a szerzői jogokat jelzi, nem szolgál a cikkben szereplő információk forrásmegjelöléseként.